# 하를링언

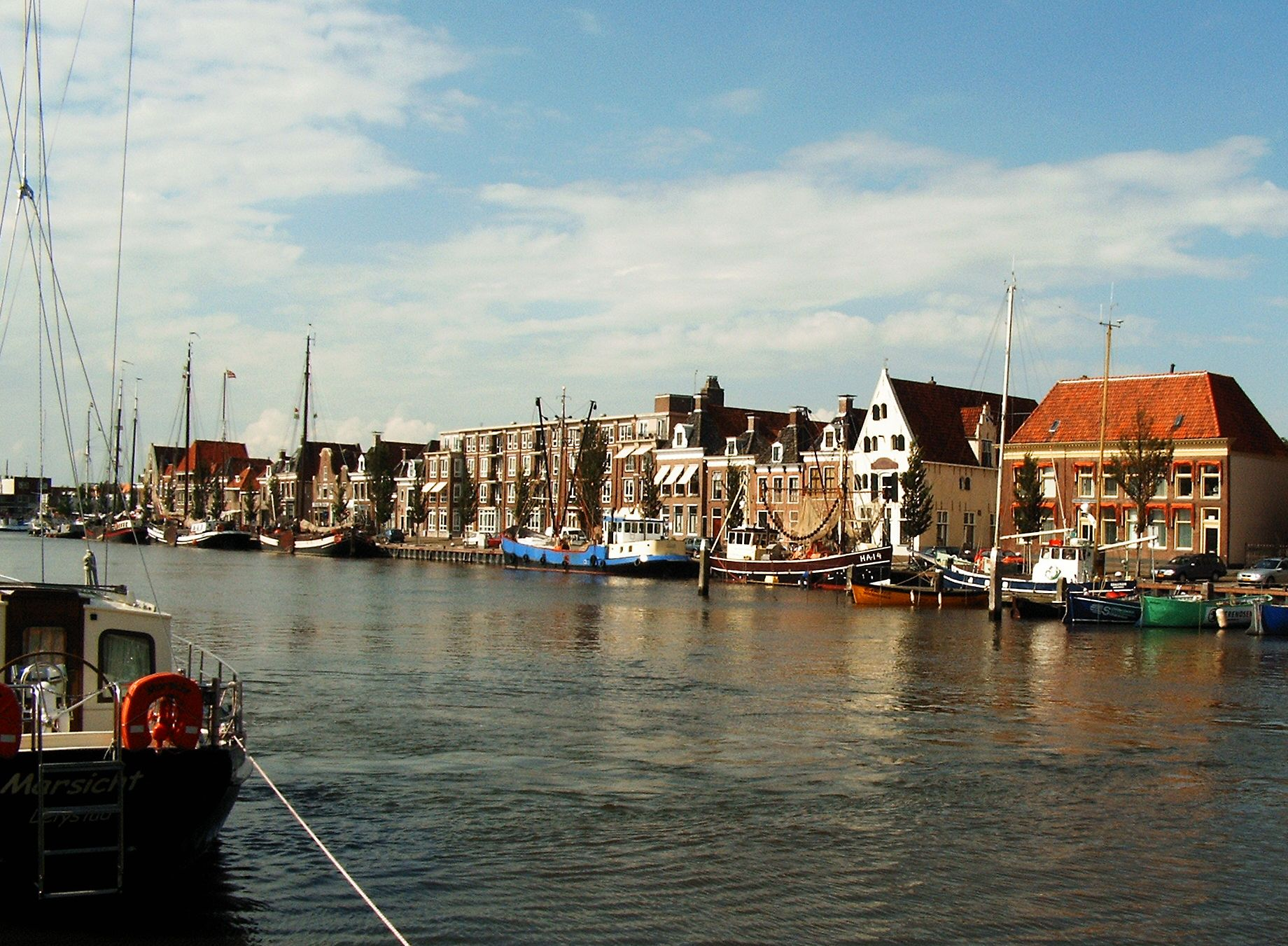
하를링언

하를링언(Harlingen)은 프리슬란트주의 도시로, 인구는 15,450명이다.